# Jimmy Strong
Jimmy Strong (* 29. August 1906; † April 1977 in South Carolina) war ein amerikanischer Jazzmusiker (Klarinette, auch Tenorsaxophon).
Strong trat als Jugendlicher in Chicago in den Gruppen von Lottie Hightower und Helen Dewey auf. Mitte der 1920er Jahre arbeitete er, nachdem er mit einer Show unterwegs war, für eine Weile in Kalifornien. Zurück in Chicago gehörte er zwischen 1927 und 1929 zum Orchester von Carroll Dickerson, wo er mit Louis Armstrong spielte. Ab Sommer 1928 gehörte er zudem zur Besetzung der Studioband Louis Armstrong and His Hot Five, mit der er zahlreiche Aufnahmen einspielte. Weiterhin war er 1928 Mitglied der Bigband von Clifford King. In den 1930er Jahren arbeitete er bei Cassino Simpson, Zinky Cohn und bei Jimmie Noone, leitete aber auch eigene Bands. Um 1940 zog er nach Jersey City, wo er eine neue Band gründete, die in einem Club namens Blue Room auftrat. Dann arbeitete er in anderen Berufen; zuletzt lebte er in South Carolina.

## Lexikalischer Eintrag
- Howard Rye Jimmy Strong. In: Barry Kernfeld (Hrsg.) The New Grove Dictionary of Jazz. 2002